# Charininae
Charininae – podrodzina węży z rodziny dusicielowatych (Boidae).

## Rozmieszczenie geograficzne
Podrodzina obejmuje gatunki występujące w Kanadzie, Stanach Zjednoczonych i Meksyku.

## Systematyka
Do podrodziny zaliczane są dwa rodzaje:
- Charina Gray, 1849
- Lichanura Cope, 1861